# Îles Deux Groupes
Die Îles Deux Groupes (deutsch: „Zwei-Gruppen-Inseln“) sind eine Gruppe zweier Atolle im zentralen Tuamotu-Archipel im Pazifischen Ozean. Zur Gruppe gehören die Atolle Ravahere und Marokau, von denen jedoch nur Marokau bewohnt ist. Die Îles Deux Groupes gehören administrativ zur Gemeinde Hikueru in Französisch-Polynesien.
Die beiden dicht beisammenliegenden Atolle wurden 1768 von Louis Antoine de Bougainville für Europa entdeckt. Die Bezeichnung „Zwei-Gruppen-Inseln“ stammt von James Cook.